# Muratbek Kipshakbayev
Muratbek Sultanbekovich Kipshakbayev (11 de septiembre de 1979) es un deportista kazajo que compitió en judo. Ganó una medalla de oro en el Campeonato Asiático de Judo de 2004 en la categoría de –66 kg.

## Palmarés internacional
| Campeonato Asiático | Campeonato Asiático  | Campeonato Asiático | Campeonato Asiático |
| Año                 | Lugar                | Medalla             | Categoría           |
| ------------------- | -------------------- | ------------------- | ------------------- |
| 2004                | Almatý ( Kazajistán) | Medalla de oro      | –66 kg              |